# ULTRA N PROJECT
ULTRA N PROJECT（ウルトラ・エヌ・プロジェクト）は、円谷プロダクションによる雑誌連載、映画、テレビドラマからなる連動企画。

## 概要
円谷プロダクションが、新たなウルトラマン像（円谷プロではこれをネオスタンダードヒーローと呼称）の開拓を目指して製作した企画である。
2004年に第1弾『ウルトラマンノア』が雑誌連載とイベントショーなどで展開され、同年10月にテレビシリーズ『ウルトラマンネクサス』、さらに12月には映画『ULTRAMAN』が発表された。それぞれ独立した作品として発表されたが、『ネクサス』の終盤で各作品のつながりが明かされた。
しかし、『ネクサス』の視聴率・玩具売上不振や制作局側の都合などによる放送期間の短縮や『ULTRAMAN』の興行不振、これらに伴う続編の製作中止などから本企画は事実上頓挫した。このことは、撤退の決定を行った当時の円谷プロ社長の円谷英明が解任される一因になったとされる。
2010年にはウルトラマンノアが映画『ウルトラマンゼロ THE MOVIE 超決戦!ベリアル銀河帝国』にゲスト登場している。

### 作品一覧
各作品にはそれぞれNから始まるテーマが設けられている。
1. 『ウルトラマンノア』（雑誌連載） - NOA NOSTALGIA （魂の原点回帰）
2. 『ULTRAMAN』（映画） - NEXT EVOLUTION （次なる進化）
3. 『ウルトラマンネクサス』（テレビシリーズ） - NEXUS TRINITY （3つの連鎖）

- 企画の順番は「劇場作品（『ULTRAMAN』）」→「テレビ作品『ネクサス』」→「空白期間のためのキャラクター（ノア）」である[2][3][4]。劇場作品の企画からすべては始まっており、その中で「劇場作品を盛り上げる」ためにテレビシリーズとして『ネクサス』の初期案が上がり、それに合わせて劇場作品上映およびテレビシリーズ放送開始までの空白期間を埋めるべく、雑誌展開を基軸に置いたニューヒーロー（ウルトラマンノア）の制作が見込まれた。当初、『ULTRAMAN』は『ネクサス』の放送前の2004年夏に公開される予定であった[3][5]。ウルトラマンノアが従来ではなかった特徴を持つスーツ（光反射の強烈なメタリックシルバー塗装、アクションの障害になる背中の翼など）なのは、本来雑誌展開を主体とするために従来とは異なるものを造形したためである[3]。
- 本プロジェクトの世界観（ネクサス世界観、神に近いウルトラマンというノアのキャラクター設定）には、『ULTRAMAN』脚本および『ネクサス』のシリーズ構成・脚本である長谷川圭一が大きく関与している[4]。
- 当初は『ULTRAMAN』の続編として『ULTRAMAN2 requiem』の製作も予定されていたが、『ULTRAMAN』の興業不振に伴い、中止となっている[注釈 1]。
- ウルトラマンフェスティバル2004では、特別映像がショーの開始前に流された。

## 登場キャラクター

### ウルトラマン
本企画には各作品に、様々な姿のウルトラマンが登場する。
ウルトラマンノア
『ウルトラマンノア』『ウルトラマンネクサス』に登場。太古より全宇宙の平和を守り続ける伝説の存在。詳しくはウルトラマンノアを参照。
ウルトラマン・ザ・ネクスト
『ULTRAMAN』に登場。青い発光体（ビースト・ザ・ワン）を追って地球にやってきた赤い発光体が、航空自衛隊のパイロット・真木舜一と融合することによって出現した銀色の巨人。詳しくはULTRAMAN (映画)#ウルトラマン・ザ・ネクストを参照。
ウルトラマンネクサス
『ウルトラマンネクサス』に登場。真木舜一から離れた光が、数年の時を経て新たなデュナミストと融合することによって出現した銀色の巨人。その姿を目撃したナイトレイダー隊員・孤門一輝の言葉により、「ウルトラマン」のコードネームで呼称されることになる。なお「ネクサス」の呼称は、劇中では孤門が受け継がれてきた光の意味を総括する上で一度だけ使用したもので、実際にウルトラマンがその名で呼ばれることはない。スペースビーストの脅威から人々を守るために人知れず戦い続ける。詳しくはウルトラマンネクサスを参照。
これらのウルトラマンには銀色のボディに胸部の赤いエナジーコア、3本の縦線が走った眼といったデザイン上の共通点が見受けられる。
ウルトラマン・ザ・ネクストとウルトラマンネクサスは共にアンファンス (ANPHANS) とジュネッス (JUNIS) と呼ばれる2つの形態をもつ。また、この2体の必殺光線の名前はいずれも「 - レイ・シュトローム」で統一されている。
『ウルトラマンネクサス』終盤において、この3体はすべて同一存在であることが明かされる。
他の作品への登場
各作品での詳細は各キャラクターの項目を参照。
映画『ウルトラマンゼロ THE MOVIE 超決戦!ベリアル銀河帝国』
ウルトラマンノアが登場。
映画『劇場版 ウルトラマンギンガS 決戦!ウルトラ10勇士!!』
ウルトラマンネクサスが登場。
テレビシリーズ『ウルトラマンX』
第20話「絆 -Unite-」にウルトラマンネクサスが登場。
『ウルトラギャラクシーファイト 運命の衝突』
ウルトラマンネクサスとウルトラマンノアが登場。

### デュナミスト（適能者）
『ウルトラマンネクサス』では、ウルトラマンに変身する者はデュナミスト（適能者）と呼称される。『ULTRAMAN』でウルトラマン・ザ・ネクストに変身する真木舜一も、劇中では呼称されないがデュナミストの1人とされる。デュナミストとなる資格は、姫矢准のように夢の中で見たとある遺跡の奥にたどり着くこと（真木は偶然）であり、デュナミストが「生きる意味」を見出したときに光はデュナミストから分離し、前のデュナミストが次に光を受け継ぐのにふさわしいと選んだ者が次のデュナミストとなる。
1. 真木舜一：元航空自衛隊のイーグルドライバー。スクランブル発進中に未知の赤い光と遭遇し、ウルトラマン・ザ・ネクストに変身する。
2. 姫矢准：元報道カメラマン。悲しい過去を背負い、自分が光を受け継いだ意味を追い求めて孤独な戦いを続ける。エボルトラスターで、ウルトラマンネクサスに変身する。
3. 千樹憐：姫矢の次にネクサスの光を受け継いだデュナミスト。遊園地でアルバイトをしている。アメリカ・ダラス出身のハイブリッド新生児だが、その出生ゆえに悲しい宿命を背負う。
4. 西条凪：ナイトレイダー副隊長。最終回でのみ変身する。光を受け継ぐことをダークザギに予知されたため、その運命を狂わされるが、孤門と出逢い助けられることも運命づけられる。劇中ではアンファンス形態のみの登場だが、後に丸山浩はNEXUS-ROUGE（）というマゼンタレッドとシャンパンゴールドをベースカラーとした凪がウルトラマンになったデザインが描かれている[6]。
5. 孤門一輝：凪と共に最終回でのみ変身する物語上最後のデュナミスト。ナイトレイダー隊員としてそれまでのデュナミストたちの戦いを間近で見届け、受け継がれてきた光の意味を総括する役割を担う。ネクサスの各形態を経て、光の巨人の真形態であるウルトラマンノアへ究極変身し、闇の巨人との戦いに終止符を打つ。

他の作品での変身者
- 橘さゆり：『ウルトラマンX』に登場するXio副隊長。同作の第20話「絆 -Unite-」で変身する。

## 闇の巨人
シリーズを通した敵キャラクターとして、ウルトラマンと酷似した姿のキャラクターが登場する。それぞれウルトラマン同様変身する者（暗黒適能者）が存在するが、こちらはデュナミストとは呼称されない。また、闇の巨人とは一体どのような存在であるか、ウルトラマンと正逆の波長をもつこと以外作中では明言されていない。また、暗黒巨人とも呼ばれる。
暗黒適能者
1. 斎田リコ：物語上最初に現れた暗黒適能者。孤門一輝と出会ったその日の夜に家族をノスフェルに、自身も闇の力に取り憑かれた溝呂木に殺害され、操り人形としてダークファウストにされる。
2. 溝呂木眞也：元ナイトレイダー副隊長。自身の心の弱みを闇に突かれ、闇の力を手にダークメフィストとなる。悍ましいデスゲームを仕掛け、ナイトレイダーとウルトラマンを苦しめる。
3. 三沢広之：MP（メモリーポリス）の一員だったが、アンノウンハンドの手によって闇に堕ち、溝呂木に代わってダークメフィスト・ツヴァイとなる。
4. 石堀光彦（山岡一）：アンノウンハンドの正体であるダークザギの人間態。来訪者研究スタッフ・山岡一の身体を奪い、ナイトレイダー隊員石堀光彦となってTLTに潜入する。自身の姿を取り戻すためにスペースビーストと闇の巨人たちを操り、リコに溝呂木だけでなく、TLTでさえも道具として利用し、様々な手段と陰謀を巡らせる。

他の作品での変身者
- 躁躁：小説『ウルトラマンF』の登場人物。ダークメフィストとなる。
- 鬱鬱：小説『ウルトラマンF』の登場人物。ダークファウストとなる。

### ダークザギ
邪悪なる暗黒破壊神と呼ばれ、冥王ダークザギやダークサイドノアという異名も持つ全身黒色の禍々しき姿の巨人で、ウルトラマンノアに相似するボディの体色は、漆黒と赤いラインが走っており、ノア・イージスがなく、胸にはノアと同様のY字形のエナジーコアが存在する。ノアの究極技ノア・ザ・ファイナルによってノアとともに次元の彼方へと姿を消した。設定上は不死身とされる。
その正体は20年前に地球にやって来たM80さそり座球状星団の異星人「来訪者」が、スペースビーストを駆逐するために造り上げた対ビースト用最終兵器人造巨人ウルティノイド・ザギで、かつて母星をビーストから救った光の巨人（ウルトラマンノア）を模して造られており、そのためウルトラマンノアと似た姿になっている。
他の生物を取り込む（捕食する）ことで進化するスペースビーストに対抗するため、自己進化プログラムを組み込まれている。しかしその結果歪んだ自我に目覚め、「光の巨人の模造品」と自覚するようになり、それを越えようと倒すべきビーストを逆に進化・増殖させてしまい、自らがビーストを支配する頂点となって暴走していった。
その脅威に対応出来なくなった来訪者たちは、最後の手段としてザギを自分たちの母星ごと爆破、その結果起こった超新星爆発が地球でのビースト発生の発端となる。後に地球へ飛来し、復活の時を待ち続けた。
クロムチェスターδの攻撃も全く受け付けず、ジュネッス、ジュネッスブルーをも遙かに凌駕して寄せ付けない超戦闘能力を有するものの、ネクサスの真の姿であるノアの前に敗れさり、宇宙の藻屑と化した。
- デザインの発端となったのはバンダイから提案された「ブラックノア」で、当初は黒く塗ったノアのソフトビニール人形をサンプルにデザインされたものがA、シルバーのラインを入れたB、赤いラインを入れたCの3つが初稿となり、Cに微調整やラインを追加したものが決定稿となった[6]。電飾のない目にすることでサングラスのようなイメージの眼球で、周囲にスリットを設けた電飾を付けて、目の外周だけが光る構想にすることで、ネクサスの目が太陽なのに対して、ファウストの目は日食になる構想だった[6]。身長・体重も同じであるが丸山浩によると色を変えて翼を取ったものであり、スーツ的にはかなりのパーツがノアより簡略化されているらしい[6]。
- N PROJECT開始当時は、目がノアと同じく黄色だったが、ネクサス最終回では体のラインカラーと同じく、目は赤色となった。これはゲーム版も同じ。
- ライブステージでは目が黄色だが、場合によっては赤になる。N PROJECT開始時の限定ソフビ人形は目が黄色だが、後の再版では赤で統一された。
- ライブステージなどでは「ノアとザギは本来一つ」という台詞が存在していた。
- 名前の由来はギザの大ピラミッドの「ギザ」を逆にしたもの[12]。
- 『円谷プロ全怪獣図鑑』では、別名を暗黒破壊神と記載している[10]。『テレビマガジン特別編集 ウルトラマンネクサス&ウルトラマンマックス』でも解説文中にこの単語が用いられている[8]。
- また、『ウルトラマンネクサス』の初期構想では西条凪の変身する姿として設定されており[12]、誕生施設や凪の母親による語り掛けのシーンなどが検討されていた[13]。

#### 『バトルオブドリーム ノア』での登場
M78世界に現れたダークザギは怪獣軍団を率いて暴れ出し、ゾフィー、ウルトラマン、ウルトラセブン、そしてザギを追って駆けつけたノアと激闘を繰り広げる。
ライトニングザギで3人を攻撃するもノアとの一騎打ちになり、最終的にブラックホールに叩き込まれてノアに封印された。
- 連載されていた雑誌によって微妙に展開は異なるが、『テレビマガジン特別編集 ウルトラマンネクサス&ウルトラマンマックス』には上記のストーリーが掲載されている[14]。

#### 『ウルトラマンネクサス』での登場
作中における事件のすべての元凶。
Episode.34ラストと、最終回となるEpisode.37に登場し、これにより『ネクサス』と『ノア』の世界観も共通であることが明示され、初登場時はネクサスの遺跡を破壊。吉良沢優は来訪者たちが感じた恐怖とイメージに表れた荒れ狂う黒い巨人の姿にアンノウンハンドの正体を見る。
18年前に少年時のクラスA超能力者の海本隼人は、「ザギが飛来、復活することで地球が滅ぶ」という来訪者の警告を受け取るが、その場に居合わせた来訪者研究スタッフの科学者・山岡一はザギへの恐怖と絶望を抱き、それを好機としたザギはアメリカ・コロラド州の山中にて、ザギを恐れる山岡に憑依し、彼の体と意識を乗っ取ることに成功。直後、同じ研究スタッフだった西条波を殺害。当時8歳だった波の娘・凪の心にビーストへの深い憎しみを植えつけるが、それは凪がウルトラマンネクサスの光を受け取る18年後のその日のためにザギが予期して打った布石であった。
その後、石堀光彦と名乗ってナイトレイダーに入隊、TLT内部に潜伏するアンノウンハンドとして、ネクサスとスペースビーストの戦いを影から操る黒幕となり、TLTの情報を盗み、利用しながら秘かに機会を伺い続けた。ファウスト、メフィストという闇の巨人たちを生みだしてはネクサスにぶつけデュナミストの強化を促し、更に溝呂木の裏切りと彼を利用する形で斎田リコを操り死に追い込み、孤門一輝の心を闇に堕とし操り人形にすることで、いずれ光を継承するであろう凪に闇の力に対する憎悪を増させつつ己の復活の為の糧となるネクサスの光の力を強化していき数多くの人間を利用し続けた。
最終回でレーテを守る来訪者たちの力が弱まったことを契機に、凪に18年前の事件の真相を聞かせて挑発し、その憎しみと怒りで変身させたことを引き金に、ネクサスの光をマイナスエネルギーに転換して奪いさり、レーテに限界まで蓄積されたビーストと闇への恐怖の波動を吸収して覚醒。奇しくも、5年前にザ・ネクストがザ・ワンと戦った新宿へ降り立ち、ただ存在するだけで世界中にビーストの出現、天変地異を起こす。それらを以て人々を恐怖と絶望の中へ突き落とし、新宿を邪悪なる暗黒破壊神の力で蹂躙してゆく。
その途中、孤門一輝が変身したネクサスと戦闘を展開し、連続変身するネクサスをも劣勢に追いやるが、人々の期待と応援を受けたネクサスがノアに覚醒したことで形勢が逆転。本来互角の力のはずのノアに終始圧倒され、ノア・インフェルノで大気圏外まで吹き飛ばされた後、ライトニング・ザギを放つもライトニング・ノアに押し返されて爆死した。
劇中ではアンノウンハンドとして幾度となく他者を「道具」と言い放っていたが、その姿勢は彼自身の出自（対ビースト用兵器であること）に通じるものとなっている。
- スーツアクター：岩田栄慶[15][8]
- 『ウルトラマンネクサス』後期オープニングでは、アップになるジュネッスブルーの目の中にダークザギのシルエットが映っている[16]。後期オープニングとアイキャッチのマイナーチェンジ用にウルトラマンノアとダークザギが登場するものも撮影されていたが未使用となった[17][18]。
- 最終話の脚本ではノアと宇宙で戦う描写も存在していたが、尺の都合でカットされた[19]。
- 椎名高志のコミカライズ版では第9話、書き下ろしの第10話に登場した。

#### ダークザギ（SD）
映画『ウルトラマンギンガ 劇場スペシャル』に登場。
ウルトラマンノアと互角の身体能力を有し、絶大なる威力を誇る邪悪なる冥王。異形の手のモノがダークザギのスパークドールズをダークライブして送り込んだ刺客。ウルトラマンタロウ（SD）から「今までの相手とは桁が違う」「他の怪獣では瞬殺されるだけ」と言われる。ジャンナインをねじ伏せ、その後登場したウルトラマンギンガにもグラビティ・ザギでダメージを与え、世界各地をワープしながら激しい空中戦を繰り広げるが、最後は至近距離でのギンガクロスシュートとライトニング・ザギの撃ち合いの末エナジーコアを破壊されて倒され、スパークドールズに戻る。スパークドールズは異形の手のモノが回収したため、ヒカルの手には渡らず終わる。
- スーツアクター：岩田栄慶

#### その他の媒体におけるダークザギ
- 『ウルトラマンゼロ&オールスターウルトラマン 超絶!!ウルトラリーグ』では黒幕として登場。ウルトラマンゼロのウルティメイトブレスレットを奪うために、エンペラ星人やレイブラッド星人と手を組んで怪獣軍団を送り込み、ゼロやウルトラ戦士たちを襲う。
- 円谷プロ公式サイトで恒例のエイプリルフール企画では、礼節を弁えた穏やかで知的な人物となっている。本人曰くこちらの方が「素」で、普段の言動は、悪の愚かさと正義の素晴らしさを子供たちに教えるための「悪の作法」であるという。それゆえ、悪役としての職務に忠実であると共に、ウルトラ戦士たち（特にゾフィー）を尊敬している。多くのウルトラ戦士や怪獣は「普段とネット上での性格が違いすぎる」と感想を漏らし、ネクサスも「ギャップが尋常じゃない」と述べる。また、2009年のエイプリルフールイベントによると、かつてウルトラマンティガと戦ったこともあるらしい。また、間接的にだが「マクロスシリーズ」とおぼしき世界の事柄も関知している。
- 『ウルトラゾーン』第3話でのミニコーナー「怪獣ことわざ」に、「おびに短しダークザギに長し」という絵が登場する[23]。また、最終回となる第23話のアイキャッチでは、ゼットン（二代目）に勝利した姿が描かれている[24]。
- 円谷プロ50周年を記念して開催された『ウルトラ怪獣総選挙』では、合計50体の候補怪獣の1体として選ばれた。キャッチコピーは「ゆるふわ愛され破壊神」。総投票数799480票中の16316票を得て第17位の結果となった。
- 小説『ウルトラマンF』では、闇の新世界を作ることを目論む躁躁と鬱鬱の異世界への呼び掛けに応えた存在として登場した。異世界への経路を広げる対価に、自分たちを取り込むよう要求した二人を適応者と認めダークメフィストとダークファウストへと変化させ、退屈凌ぎに新世界を作ろうと破壊活動を行う二人に同行する。脆弱な者と戦うことには興味を持てずにいるが、下等と見做した人類の根絶には賛同している。「ウルトラマンの紛い物」、「にせウルトラマン」などの言葉に反応し怒りを見せ、「ノアの神」という言葉が逆鱗に触れ巨人兵士Fを殲滅することを決めた。ウルトラマンと似た姿に変化した巨人兵士Fから彼女がその姿に至った理由を読み取ろうと精神的接触を図るが、それによってザギの中のウルトラマンの資質が彼女に移り真にウルトラマンへと変化させてしまった。ウルトラマンになれず無様なままの自身から力を受け継いだFがウルトラマンへと至った理由に疑問を抱くが怒りが勝り、都市部と秘境を交互にテレポートで跳びながら戦闘を繰り広げ最後には月面でFの光線を胸に受け敗北した。

#### 能力
ライトニング・ザギ
ノアのライトニング・ノアとは左右対称のポーズで放つ赤黒い色の必殺光線。雑誌展開ではライトニング・ノアと同等の威力であり、『ネクサス』最終話では新宿都市街を広範囲に破壊するが、ライトニング・ノアとの押し合いに敗れ、そのまま倒される。ライトニング・ノアとは発射までのポーズが違い、光線を発射するまでの溜めと間が少ない。なお、新宿都心破壊のシーンで放つ際は右手のみで放つ。『ウルトラマンギンガ 劇場スペシャル』でも使用し、ギンガのギンガクロスシュートと押し合いを演じる。
グラビティ・ザギ
両拳から超重力光線を放つザギ版グラビディ・ノア。『ネクサス』最終回でジュネッスブルーを追い詰めるも、人々の声援を受けコアファイナルを発動させたネクサスに打ち払われる。『ウルトラマンギンガ 劇場スペシャル』でも使用し、ギンガにダメージを与える。
ザギ・シュート
握り拳から強力な光弾を発射するザギ版ノア・シュート。『ネクサス』最終回で使用、クロムチェスターδを撃墜し、ネクサス（アンファンス）を吹き飛ばす。
ザギ・リフレクション
円形のバリヤーを体の前面に張るザギ版ノア・リフレクションで、敵の光線や光弾などを跳ね返す能力も持つ。クロムチェスターδのミサイル攻撃を防ぐ。
ザギ・インフェルノ
腕に暗黒の炎を纏って相手に叩きつけるザギ版ノア・インフェルノ。
ザギ・スパーク
腕から牽制用の光の刃を放つザギ版ノア・スパーク。
ザギ・ブリザード
ザギ版ノア・ブリザード。暗黒波動の雪嵐で相手を芯まで凍らせる。
ダークネス・ザギ
ザギ版シャイニング・ノアで、体から放つ闇で相手を吸収する。
ザギ・ウェーブ
手から放つ闇でビーストを解放し、傷ついたビーストを回復させる。ザギ版ノア・ウェーブ。 『ウルトラマンF』ではダメージを負ったメフィストとファウストを回復させた。
ザギ・ギャラクシー
ノア・ギャラクシーのザギ版で、暗黒波動で集めた隕石群を操る。『ウルトラマンF』で使用したが、ザギの情報を得たウルトラマンFによって模倣され、相殺された。
ザギ・ミラージュ
闇の幻影で、敵を幻惑する。ノア・ミラージュのザギ版。
ザギ・スルーアイ
ノア・スルーアイのザギ版。両目の特殊光線で、闇の中を見通す。
ザギ・パンチ
暗黒重力波動の必殺パンチを繰り出す、ザギ版ノア・パンチ。ノアに対し放つが、通用しない。『ウルトラマンギンガ 劇場スペシャル』ではジャンナインへの最初の攻撃技として使用し、ジャンナインを一発で吹き飛ばす威力を見せる。
ザギ・キック
ノア・キックのザギ版。暗黒重力波動の必殺キック。一撃でネクサス（ジュネッス）を怯ませるが、ノアには通じなかった。
ザギ・エルボー
ザギ版ノア・エルボー。超高速肘打ち。
ザギ・ザ・ファイナル
ザギ版ノア・ザ・ファイナルで、自身の体の全暗黒エネルギーを放出して、全ての光を闇へと還元、もしくは変化させる。ただし、本来のノア・ザ・ファイナルとは効果が著しく異なる。
ダークフィールドG
ネクサスのメタフィールドを無効化する強力な暗黒時空間ダークフィールドGを展開する。ダークフィールドGの中ではスペースビーストの能力は増幅され、逆にネクサスは力を充分に発揮できない。また離れた場所で任意に展開することも可能で、倒されたビーストの回復や強化再生さえも可能にする。
『ウルトラマンネクサス』本編では、姿を見せないアンノウンハンドとしてネクサスとスペースビーストの戦闘に介入してフィールドを展開するが、ダークザギ自身がフィールドを展開する描写は見られない。本編以外では、PS2ゲーム『ウルトラマンネクサス (ゲーム)』のEpisode「冥王 -ザギ-」ではダークザギが両手を上げてフィールドを展開する描写が見られる。
ビーストを出現させるアンノウンハンドは人間時でも展開でき、ブラストショットによる一撃をブラックホールのように吸い込むだけでなく、送り返す能力も見せる。

### ダークファウスト
Episode.07「魔人 -ファウスト-」からEpisode.12「別離 -ロスト・ソウル-」に登場。
「自分はウルトラマンの影、無限に広がる闇の権化」と名乗る闇の巨人。
ウルトラマンネクサスと互角の力を持つ上、メタフィールドをダークフィールドに書き換える能力も持つ。その一方、耐久性は低いために打たれ弱い。
Episode.07で姫矢の前に姿を現して以降、ネクサスと幾度となく交戦し、Episode.09・10ではラフレイアとの連携も見せた。
その正体は孤門の恋人の斎田リコであることが、Episode.11・12で判明。彼女は孤門と知り合った直後に家族をノスフェルに、自身もそれを操る溝呂木に殺害され、彼の手で「操り人形」とされており、無意識にファウストに変身して、ネクサスと戦い続けていた。ネクサスと同様、リコが変身前に負傷していた部分に対するダメージには特に弱く、変身中の負傷が変身解除後にも残存している。
溝呂木から正体を明かされたことで絶望したリコは孤門と姫矢の前でファウストに変身し、ネクサスから光を奪い去ろうとするが、意を決した孤門からディバイトガンナーによる銃撃と呼びかけを受け、僅かにリコとしての意識を取り戻す。最後は溝呂木が召喚したノスフェルの爪から孤門を庇って致命傷を負い、リコの姿に戻った後に孤門の腕の中で光となって消え去った。
- 声：稲田徹、中丸シオン
- スーツアクター：岩田栄慶[15]、山本諭[8]
- 初稿では「ファウスト」という名称で、初稿Aのデザインモチーフはピエロ[28]、初稿Bのデザインモチーフは70年代のヒッピーで、引き裂いたベルボトムジーンズの形をしている[29]。カラータイマーはウルトラマンゼアスのカラータイマーを天地逆にしたもので、スーツの製作時に腕と腿の金のラインを省略している[29]。カラーリングは左右非対称で、足の爪先も反るように尖っている。
- 『ネクサス』本編では自らを「ファウスト」と言い、姫矢も「ファウスト」と呼ぶが、エンディングのコーナーのネクサス・シークレットファイルでは、「ダークファウスト」と呼ばれている。
- ノスフェルによって致命傷を負わされた際に、ウルトラマンのカラータイマーに相当する器官が点滅する。これは本作品に登場する闇の巨人の中で唯一である。
- 正体は女性であったが、デザインやアクションにおいては女性であることは意識されていない[30][31]。
- 書籍などでは赤き死の巨人[出典 4]や赤き死の仮面[11]という異名が用いられている。
- 椎名高志のコミカライズ版では第2話、第3話で登場した。
- その他の媒体におけるダークファウスト
  - 『ウルトラマンF』では、ダークザギによって力を与えられた鬱鬱が変貌する。

#### ダークファウストの能力
ダークフィールド
両腕を胸の前で交差させ、上方向に広げるポーズを取り、ネクサスのメタフィールドを無力化する暗黒時空間「ダークフィールド」を展開する。ダークフィールドの中では、闇の巨人とビーストの能力は増幅し、逆にネクサスは力を充分に発揮できない。さらに、周囲に電波障害を発生させる。ファウストのダークフィールドはいずれもネクサスのメタフィールド展開中あるいは展開後に浸食するため、自力でダークフィールドを展開することは一度もない。
ダークレイ・ジャビローム
ダークフィールドの破壊エネルギーを吸収し、正面に真っ直ぐに伸ばした腕から放つ闇の光線。オーバーレイ・シュトロームと互角の威力を持つ。Episode.11でネクサスにダメージを与える。
ダーククラスター
天空に光線を放ち、巨大な闇の球を造り出す。闇の球は敵の頭上で小さな小弾に分裂し、ダークエネルギーの弾雨を撒き散らす。Episode.07とEpisode.11でネクサスにダメージを与える。
ダークフェザー
腕を振り、手先からダークエネルギーの破壊光弾を敵に向かって高速で撃ち出す。威力は低めで、主に牽制に用いられる。Episode.07、Episode.09、Episode.11、Episode.12で姫矢やネクサスに使用するも、Episode.12でダメージを与えた他は、サークルシールドで防がれたり、アームドネクサスで弾かれたりと、あまり効果を上げることはない。Episode.11では孤門にも放つが、姫矢の放ったブラストショットが発生させたバリアに防がれる。
ダークフラッシャー
右腕を突き出し、衝撃波を放つ。Episode.09で姫矢を威嚇するために連続発射する。
ダークシールド
左手から円形状のバリヤーを発生させる。Episode.10で使用、クロスレイ・シュトロームを防ぐ。
エネルギー吸収能力
Episode.12で使用、ネクサスを押さえ込み、体内に漲る光のエネルギーを吸い取ろうとするが、孤門の呼びかけを聞いたためにリコの記憶が戻り、中断する。
このほか、ダークスライダー、ダークリフター、ファウストパンチ、ファウストキックなどの格闘技を使用する。

### ダークメフィスト
Episode.14「悪魔 -メフィスト-」からEpisode.18「黙示録 -アポカリプス-」、Episode.24「英雄 -ヒーロー-」、Episode.32「影 -アンノウンハンド-」に登場。
闇の巨人の1人で元ナイトレイダー副隊長の溝呂木眞也と一体化している。
ダークエボルバーを用いて闇の巨人へと変身し、その際に顔に亀裂が入り、中からメフィストが飛び出すという変身プロセスを取る。
溝呂木自身の戦闘能力の高さから、ダークファウスト以上の力を有し、右腕のアームドメフィストには鉤爪状のメフィストクローを装備。
溝呂木と一体化する際に彼と会話し、「溝呂木が望む溝呂木自身」と名乗った。
ファウスト亡き後のEpisode.14で姿を現し、ネクサスと交戦する中、ノスフェルを使った作戦で孤門と姫矢に精神的なダメージを与える。以降もネクサスやナイトレイダーを苦しめていき、Episode.24では、満身創痍でジュネッスになれないネクサスを追い詰めるものの、ネクサスがハイパーストライクチェスターのウルティメイトバニッシャーでエネルギーを補充されると戦況は一変。姫矢が答えを見出したことから、流れはネクサスに傾いていき、互いの必殺光線の激突後、ネクサスの渾身のジュネッスパンチによって敗北する。
Episode.32で再登場した際には、人の心を取り戻した溝呂木が光の力で変身したため、メフィストクローを格納している状態となった。ツヴァイとの戦いでは序盤は優勢だったものの、変身前に負傷していた箇所に攻撃を受け、次第に追い詰められる。致命傷を受けながらもツヴァイを押さえつけ、ネクサスに自分ごと撃つよう要求。ツヴァイ共々アローレイ・シュトロームを受けて消滅したが、最後は溝呂木の姿に戻り、凪との和解後に「アンノウンハンドはお前たちのすぐ近くにいる」と警告して息絶えた。光の力で変身した際は溝呂木の顔に亀裂が入りメフィスト化する時、闇の力で変身した際の紫の渦ではなく、ネクサスに近い金色の渦を発した。
- 声は溝呂木眞也と同じ俊藤光利が担当[34]（音声に加工あり）。当初は声優を別に立てる予定であったが、参考用として録音した俊藤による台詞を監督の八木毅が気に入り、俊藤がすべて担当することとなった[34]。
- スーツアクター：岩田栄慶[15][8]
- デザインモチーフは死神。背骨や肋骨状のモールドに意匠を入れている[35]。頭部のデザインはファウストのデザイン案を入れ替えたもので、決定稿の腕の赤いラインを太くし、肩から胸部にかけての赤いラインをカットしている[29]。
- 悪のウルトラマンはこれまで何度かソフビなどで玩具化されたが、武器のメフィストクロー（玩具名アームドメフィスト）や変身アイテムであるダークエボルバーまで発売されたのは、メフィストが初。
- 書籍などでは黒い悪魔という異名が用いられている[出典 7]。
- 椎名高志のコミカライズ版では第3話のラストで初登場し、第4話、第6話で登場した。
- その他の媒体におけるダークメフィスト
  - 小説『ウルトラマンF』では、躁躁がダークザギと契約したことで変貌した。
  - 『ウルトラマンフェスティバル2015』ライブステージ第1部では、地球人と宇宙人の共存を認めず、宇宙人たちを凶暴化させて暴れさせた。また、ウルトラマンエックスとの戦いではツヴァイと同様に目を赤く発光し、さらに左腕を巨大な刃に変化させている。最後はエックスに倒されるものの、切り札としてタイラントを呼び出した。

#### ダークメフィスト（エタルダミー）
『劇場版 ウルトラマンギンガS 決戦!ウルトラ10勇士!!』に登場。
エタルガーの能力によってネクサスの記憶から具現化したエタルダミーとして登場。時空城の第一階層にて待ち伏せており、ネクサス（アンファンス）との激しい一騎討ちを繰り広げる。
最後はジュネッスに変身したネクサスのオーバーレイ・シュトロームを受けて消滅した。

#### ダークメフィストの能力
ダークシフトウェーブ
メフィストクローを地面に突き立てて闇の波動を放つことにより、ネクサスのメタフィールドを無力化する暗黒時空間ダークフィールドを発生させる。ダークフィールドの中では、闇の巨人とビーストの能力を増幅し、逆にネクサスは力を充分に発揮できない。さらに、周囲に電波障害を発生させる。溝呂木の姿のままでもダークフィールドの展開は可能であり、Episode.13で孤門を救おうとしたネクサスのメタフィールドへの干渉を途中で妨害したこともあった。ファウストと異なり、自分の力でダークフィールドを展開することもある。
ダークレイ・シュトローム
両腕を交差して、アームドメフィストをL字型に組みあわせて発射する一気に全ダークエネルギーを放出する強力な破壊光線。オーバーレイ・シュトロームと互角の威力を持つ。Episode.24で使用、空中でオーバーレイ・シュトロームと激突し、巨大な対消滅爆発を起こす。いわゆるウルトラマンの十字に組んで放つ光線とは、手が左右逆になっている。
ダークレイクラスター
巨大な闇の球を空中に造り射出する。闇の球は小さな小弾に分裂し、敵目がけて弾雨を降り注ぐ。Episode.24で使用、1発目はサークルシールドで防がれ、2発目は発射前にハイパーストライクチェスターのミサイル攻撃で妨害される。オーバーレイ・シュトロームとダークレイ・シュトロームの激突による対消滅爆発の中で、メフィストが次に放とうとした技もこれだと思われるが、放つ前に突進してきたネクサスのパンチに阻まれる。
ダークレイフェザー
三日月型の光線を腕から放つ。連射が効き、主に牽制などに用いる。Episode.24で使用、地上のナイトレイダーを牽制し、ハイパーストライクチェスターにダメージを与え、ウルティメットバニッシャーを相殺する。
メフィストショット
メフィストクローから黄緑色の強力光弾を放つ。Episode.14でネクサスに使用するも回避される。
ハイパーメフィストショット
メフィストクローから放つより強力なメフィストショット。高い爆発力を誇り、闇弾として赤黒くなっている。Episode.24では7連射するもスピルレイ・ジェネレードで撃ち返される。
ダークグレネード
右手にエネルギーを溜めて作り出す、爆発性の強い強力光弾。メフィストクローを装備していない状態でも使用可能。Episode.15でボードレイ・フェザーをかわした後に使用、空中のネクサスを撃墜する。
ダークディフェンサー
円形状のバリアを作り出す。メフィスト自身は未使用だが、溝呂木はEpisode.18でディバイトランチャーを防ぎ、ガルベロスの前方にも大型のバリアを張ってナイトレイダーの攻撃を防ぐ（前者は姫矢の放ったブラストショットに破壊され、後者は溝呂木の撤退と共に消滅する）。
テレパシー
テレパシーで相手の脳裏に映像を送り込む。Episode.14で山邑薫に使用、彼の妹・理子を体内に取り込んだノスフェルを倒そうとする孤門の姿を見せることで、薫少年が孤門を憎むように仕向け、孤門の心を追い詰めようとする。

### ダークメフィスト（ツヴァイ）
Episode.32「影 -アンノウンハンド-」に登場。
ダークメフィストと同じ姿と能力を持つ闇のウルトラマン。変身直後は溝呂木のダークメフィストと同様の姿だが感情が高まると目が赤く発光する。アンノウンハンドに憑依されたMP（メモリーポリス）の三沢広之がダークエボルバーで変身した姿。
ジュネッスブルーを苦戦させるが、人の心を取り戻した溝呂木のメフィストがネクサスに加勢。戦闘経験の差から劣勢だったものの、溝呂木が変身前に受けていた2ヶ所の傷を突いて次第に追い詰める。最期はメフィストに動きを封じられたまま、ネクサスのアローレイ・シュトロームの直撃を受け、共に消滅した。
- 声は三沢広之と同じ竹内義人が担当（音声に加工あり）。
- スーツアクター：山本諭[8]
- 本作品は放送短縮のため急遽、制作した話であると雑誌[要文献特定詳細情報]インタビューで語られている。
- 『円谷プロ全怪獣図鑑』では、別名を黒い悪魔と記載している[10]。

#### ダークメフィスト（ツヴァイ）の能力
ダークファランクス
高速接近してメフィストクローを超高速で突き出し、相手の体を連打する。バーストクラスターをかわしたジュネッスブルーに高速飛行で接近して使用し、ダメージを与える。
ダークレイ・シュトローム
ダークメフィストの使用する物と同じ威力の破壊光線。
メフィストショット
上に同じくメフィストの使用する物と同じタイプの破壊光線。
ダークレイフェザー
同じくメフィストの使用する物と同型の破壊光線。メタフィールドを展開しようとしたジュネッスブルーに4発連続で使用するが、全てかわされる。
バーストクラスター
ダークメフィストの使用するダークレイクラスターの強化版。ダークレイクラスターと異なり、ある程度の誘導性を持っている。空中でダークレイフェザーをかわすジュネッスブルーに使用するがやはり全てかわされる。
ダークフレイム
右手から放射する、火炎状の光弾。地上にいる孤門と瑞生に3発連続で放った。ディバイトシューターで攻撃した凪に対しても放とうとしたが憐が変身したネクサスに突き飛ばされた。
エネルギー吸収能力
エナジーコアを掴み、ネクサスの光のエネルギーを吸い取ろうとするが、光の力で変身した溝呂木のメフィストに蹴飛ばされた。

### ダークルシフェル
媒体によって単にルシフェルとも表記される。『ネクサス』本編に登場が予定されていた闇の巨人だが、放映短縮のため未登場。『ウルトラマンネクサス ヒーローピクトリアルVol.2』にデザイン画が掲載されている。
本来の構想では一連の事件の黒幕・ラスボスとして石堀が変身することが検討されており、位置づけはダークザギよりもイズマエルに近いものだったとされる。
当初は人型の構想であったが怪獣型に変更された。丸山浩が手掛けるも未公開となった人型のルシフェルのデザインの角は、ウルトラマンヒカリのデザインに流用された。マスクAのモチーフは般若で、エナジーコアをマスクに付けたデザインも存在する。マスクBはファウストとメフィストの改造前提でデザインされた。エナジーコアを除いてダークメフィストの改造および流用を前提としてデザインされた。ラフスケッチの1は洗練されたザギのイメージで赤いラインが入った黒いボディの左胸にカラータイマーがあり、2は簡略化したメフィスト、3はサンダーマスクのようなもの、4はオウムガイがモチーフのマスク、5はメフィスト初稿Bに近いものになっている。
怪獣型のデザインは酉澤安施によりなされ、怪獣と悪のウルトラマンを足して割ったような外見をしている。ダークザギのように黒い体に赤い模様が浮き出た血管のように配置されており、胸部のエナジーコアに酷似した部位がえぐれている。また、背にはノアの羽根を4枚付けた翼にも見える突起物や青い目、また首に生えるダークメフィスト・ダークファウストの顔による三面など、映画『ULTRAMAN』におけるザ・ワンと類似した特徴を多く備えているなど、「ニセウルトラマン」の特徴を備えていたウルティノイドとは一線を画したデザインとなっている。スーツを製造した場合の覗き穴は、牙が生えた口が想定されていた。全体的な特徴はダンテの『神曲』におけるルチフェロ（ルシファー、サタン）をなぞらえたようになっている。
『ウルトラマンネクサス TV COMPLETE DVD-BOX』封入ブックレット掲載の小説『再臨 -ドリームス-』では、孤門と凪の前に現れた、元MP（メモリーポリス）の黒服の男が変身する。ダークザギをも超える存在と名乗り、再び世界を闇で塗りこめるために姿を現す。孤門と凪が変身したウルトラマンノアと戦う。
後年への影響
『ウルトラマンサーガ』の企画段階では、決定稿とは異なる物語の黒幕として登場する案があった。
『ウルトラマンギンガ』に登場するダークルギエルは、キャラクターイメージにダークルシフェルの要素も取り入れられている。

## 怪獣
『ウルトラマンネクサス』には「スペースビースト」と呼ばれる怪獣が登場する。また『ULTRAMAN』に登場する怪獣「ビースト・ザ・ワン」も劇中では語られていないがスペースビーストの一種であり、『ウルトラマンネクサス』に登場するスペースビーストは、ザ・ワンが倒された際に飛び散った細胞から生まれたとされる。